# Брайсон, Валери
Валери Брайсон (англ. Valerie Bryson) (род. 1948, Англия, Соединенное Королевство Великобритании и Северной Ирландии) — британский политолог, профессор политики Университета Хаддерсфилд, исследовательница в области марксистского феминизма. Она известна своими книгами «Политическая теория феминизма: введение»,, которая является своеобразным компендиумом феминистской теории в XX в., а также своей книгой «Гендер и политика времени: феминистская теория и современные дебаты» .

## Избранные работы
- Jonasdottir, A., Bryson, V. and Jones, K. (2010) Sexuality, Gender and Power: Intersectional and Transnational Perspectives . Routledge Advances in Feminist Studies and Intersectionality. : Routledge . ISBN 978-0-415-88087-9
- Bryson, V (2007) Gender and the politics of time: feminist theory and contemporary debates . Bristol, UK: The Policy Press . ISBN 978-1-86134-749-7
- Blakeley, G. and Bryson, V. (2007) The impact of feminism on political concepts and debates . London, UK: Manchester University Press . ISBN 978-0-7190-7511-7
- Bryson, V (2003) Feminist political theory: an introduction . Basingstoke: Palgrave Macmillan . ISBN 0-333-94568-9
- Blakeley, G. and Bryson, V. (2002) Contemporary political concepts . London, UK: Pluto . ISBN 978-0-7453-1796-0

#### На русском языке
- Брайсон В. Политическая теория феминизма / пер. с англ. О. Лиnовской и Т. Лиnовской. — М.: Идея-Пресс, 2001. — 304 с. — ISBN 5-7333-0026-4.
- Брайсон В. Гендер и политика времени. Феминистская теория и современные дискуссии / пер. с англ. А. Якубина. — Киев: Центр учебной литературы, 2011. — 248 с. — ISBN 978-611-01-0250-6.